# Garswood
Garswood – wieś w Anglii, w hrabstwie ceremonialnym Merseyside, w dystrykcie metropolitalnym St. Helens. Leży 23 km na północny wschód od centrum Liverpoolu i 280 km na północny zachód od Londynu. Miejscowość liczy 6183 mieszkańców.